# Mayflower
Mayflower (en español se traduciría como Flor de mayo) es el nombre del barco que en 1620 transportó a los llamados Peregrinos desde el reino de Inglaterra (hoy Inglaterra en el Reino Unido) hasta un punto de la costa oriental de América del Norte, hoy ubicado en los Estados Unidos de América. 
Inicialmente la expedición estaba pensada para relazarla con dos barcos: El Mayflower y el Speedwell pero poco después de zarpar el Speedwell sufrió una fuga de agua y tuvo que ser reparado en Dartmouth. En un segundo intento también se vieron obligados a regresar a tierra. Por fin a la tercera salieron de Plymouth (desde el muelle de Sutton Harbour) el 6 de septiembre y consiguieron llegar el 11 de noviembre. 
Sin contar a la tripulación, el barco transportó a 102 pasajeros que fueron los primeros colonos anglosajones que se establecieron en la costa de Massachusetts, formando la colonia de Plymouth.

## Historia del barco
En cuanto a su historia, el Mayflower era un barco comercial que había sido utilizado en rutas del canal de La Mancha transportando lana a Francia. También había llevado productos como vino, sombreros, cáñamo, sal, lúpulo y vinagre a destinos como Noruega y España. Incluso participó en expediciones balleneras en Groenlandia. Su capitán era Christopher Jones, un marino experimentado.
Aunque realmente como pasó a la historia este barco es por llevar a los llamados peregrinos hacía el nuevo mundo. Las diferencias entre los futuros llamados peregrinos y la Iglesia anglicana fundada por Enrique VIII, en Inglaterra, a retirarse hacia Ámsterdam en los Países Bajos, pero no resultó del todo bien la decisión, y decidieron regresar a Southampton. Allí se les prometió tierra en Nueva Inglaterra y el 16 de septiembre de 1620 partirían desde Plymouth, hacia allí. Los peregrinos que practicaban una filosofía aún más radical que incluso los calvinistas, querían crear una nueva Jerusalén y purificar así la religión anglicana de los males que la aquejaban.

## Características
El Mayflower fue un barco mercante típico de comienzos del siglo XVII. Pertenecía al tipo filibote, una embarcación de origen neerlandés reconocible por sus altas estructuras en popa y proa, lo que dificultaba su maniobrabilidad, especialmente en navegación contra el viento. Esta limitación técnica explica en parte el largo tiempo —más de dos meses— que tardó en cruzar el Atlántico desde Inglaterra hasta América.
En el momento del histórico viaje de los peregrinos en 1620, el Mayflower ya era considerado un buque viejo, aunque se encontraba en condiciones razonables.
El barco tenía una eslora de unos 30 metros (100-110 pies) y una manga de 7,6 metros, con un desplazamiento de 180 toneladas. Podía albergar a una tripulación de unas 30 personas y transportar aproximadamente a un centenar de pasajeros.
En el aspecto defensivo, el Mayflower contaba con un armamento modesto pero adecuado para un mercante. Su principal arma era un cañón de bronce tipo minion, de unas 1.200 libras, que disparaba balas de 3,5 libras hasta casi una milla de distancia. Además, disponía de un cañón saker (más pequeño que el minion), otros dos cañones menores, y cañoncitos de borda capaces de disparar proyectiles similares a los de mosquete.
La carga en aquella época correspondían a unos de 180 ton, para medir dicha carga se usa el término "ton", que se deriva del término inglés tun, un barril grande usado para transportar vino. 
Un grupo de investigadores diseñó una reproducción, el Mayflower II, que fue botado el 22 de octubre de 1856.

## Viaje a América

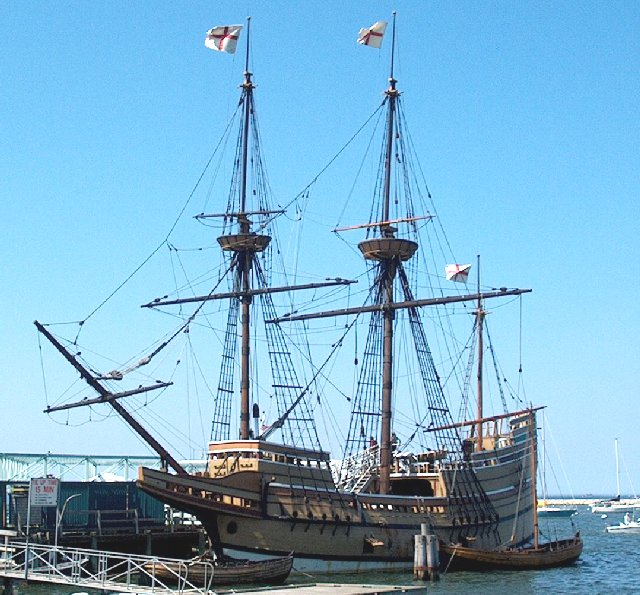
Mayflower II en el puerto de Plymouth, Massachusetts, Estados Unidos.

Inicialmente se contempló hacer la ruta en dos barcos: el Mayflower junto con el Speedwell. Este último partió de Southampton, Inglaterra, el 5 de agosto de 1620, pero sufrió una vía de agua y tuvo que ser reparado en Dartmouth. En un segundo intento, el barco alcanzó mar abierto en el Océano Atlántico, pero por otra avería se vio forzado a regresar a tierra. Tras cierta reorganización, el viaje definitivo se hizo solo en el Mayflower. 
Con 102 pasajeros a bordo, más el equipaje, cada familia se acomodó con sus pertenencias en un espacio bastante reducido. En un determinado momento, la viga de soporte principal de la nave se rompió y fue reparada usando una barra de acero. El Mayflower arribó a Renwes, en el sur de la orilla de la península de Avalon, en Terranova, donde se avituallaron de agua y provisiones de las familias de pescadores del lugar antes de zarpar para navegar por el Cabo Cod con la intención de llegar al río Hudson, pero se vieron obligados a cambiar de rumbo debido al mal tiempo reinante. Debido al retraso en la travesía, los peregrinos no arribaron a Nueva Inglaterra hasta bien entrado el invierno. 
Los peregrinos, antes de desembarcar, redactaron y firmaron el Pacto del Mayflower. Se habían equivocado en lo que respecta a alcanzar el territorio de Virginia (nombre que se refería a Isabel I), donde tenían un permiso de tierras. El 5 de abril de 1621, el Mayflower partió de la colonia de Plymouth (Massachusetts) y alcanzó las costas de Reino Unido el 6 de mayo de 1621.

## Réplicas del barco
Se han realizado varias reproducciones del Mayflower como una que se conserva en el museo Plymouth Plantation, situado en Plymouth.